# Estadio Evžen Rošický
El Estadio Evžen Rošický (en checo: Stadion Evžena Rošického), también conocido simplemente como Strahov, es un estadio multiusos situado en el distrito de Strahov, en Praga, República Checa. El estadio fue inaugurado en 1926 y tiene capacidad para 19 032 espectadores. Debe su nombre al atleta checo Evžen Rošický, símbolo de la resistencia checa y ejecutado por los nazis en 1942. El recinto se encuentra junto a las instalaciones deportivas del Gran Estadio Strahov, el segundo más grande del mundo.
Fue sede del Campeonato Europeo de Atletismo de 1978, ocasión para la cual fue remodelado, y durante muchos años fue sede principal anual internacional de la reunión atlética de Praga hasta que el Stadion Juliska tomó el relevo en 2002. Actualmente el estadio se utiliza únicamente para pequeñas competiciones deportivas nacionales y, sobre todo, para partidos de fútbol, pese a que ningún equipo juega en el estadio con regularidad. Sirvió como sede del SK Slavia Praga entre agosto de 2000 hasta mayo de 2008, cuando su nuevo estadio, el Synot Tip Arena, fue inaugurado. El estadio es lugar habitual de la final de la Copa de la República Checa.

## Fútbol

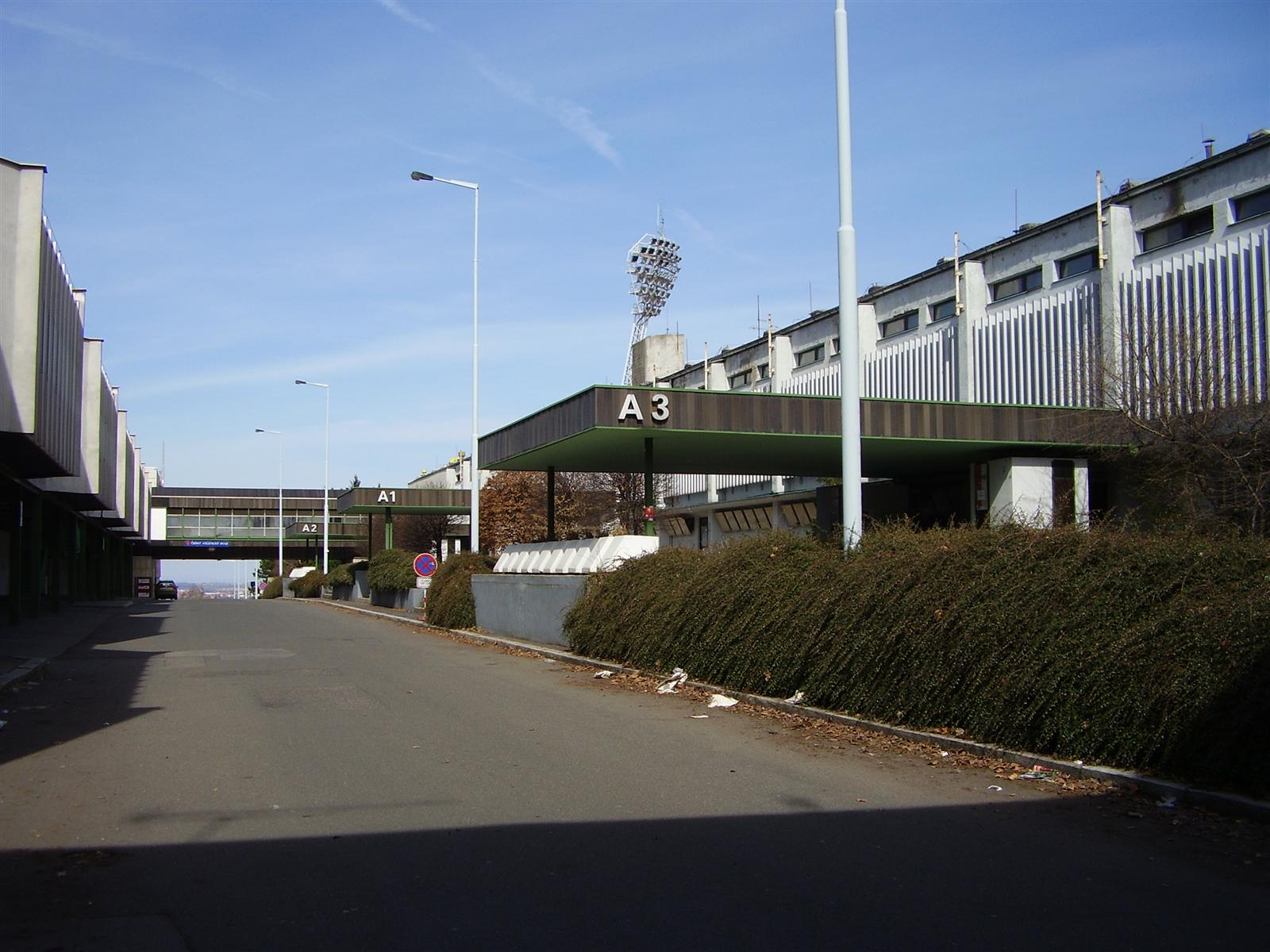
Exteriores del estadio.

El estadio ha albergado partidos internacionales de varios equipos checos, principalmente de Praga. Además, como sede neutral es muy utilizada como lugar para la celebración de la final de la Copa de la República Checa desde la disolución de Checoslovaquia.
El Sparta Praga jugó aquí al final de la temporada 2000-01 debido a la instalación de calefacción por debajo del suelo de su estadio. El Viktoria Žižkov utilizó el estadio para disputar sus partidos de la Copa de la UEFA 2001-02 y 2002-03 debido a que su estadio, en la localidad de Pilsen, no cumplía los requisitos de la UEFA. El Sparta Krč jugó sus partidos como local en este estadio durante la temporada de segunda división 2007-08. Lo mismo hizo el equipo reserva del Sparta Praga en dos temporadas, en la 2008-09 y 2009-10.
En la temporada 2009-10, el FK Bohemians Praga (Střížkov) fue el equipo que utilizó el estadio durante todo el año. Además, el SK Kladno y el Bohemians 1905 jugaron un partido en casa aquí en marzo de 2010 debido a problemas con la calefacción del suelo en sus propios estadios, después de las vacaciones de invierno.
En octubre de 2011, el FK Dukla Praga jugó un partido aquí, mientras que ha trabajaba en la instalación de calefacción en el suelo y la instalación de asientos para la Gambrinus liga 2011-12. De esta manera, el Dukla se convirtió en el noveno equipo en jugar partidos en Strahov como local en diez años.